# 1606 en France
Chronologie de la France
- 1602
- 1603
- 1604
- 1605
- 1606
- 1607
- 1608
- 1609
- 1610

## Événements
- 12 février : Maximilien de Béthune devient duc de Sully et pair de France par lettres patentes enregistrées le 28 février[1]. Il prête serment devant le Parlement le 9 mars[2].
- 24 février : traité de commerce entre la France et l’Angleterre à Paris[3].

- 15 mars : Henri IV quitte Paris pour assiéger Sedan et mettre fin à la révolte du duc de Bouillon, qui se soumet le 2 avril[4].
- 22 mars : l’assemblée du clergé accorde au roi un « don gratuit » de 130 000 livres[5]
- 2 avril : traité de protection de Sedan[6].
- 6 avril :  entrée du roi à Sedan[7].
- 28 avril : retour du roi à Paris[2].

- 3 juin : Sully est nommé capitaine lieutenant de la compagnie de la reine[8].
- 9 juin : accident du bac de Neuilly. Le roi et la reine, accompagnés de la princesse de Conti, des ducs de Vendôme et de Montpensier, revenant de Saint-Germain à Paris, manquent de se noyer[2]. Le roi ordonne la construction d’un pont en bois, qui est édifié entre 1609 et 1611.

- 14 août : le roi écrit au landgrave Maurice de Hesse-Cassel. Henri IV médite son « Grand Dessein », pour arracher l’hégémonie européenne à la maison d’Autriche[9].

- 18 décembre : Armand Jean du Plessis de Richelieu est nommé évêque de Luçon[10].
- Décembre : édit sur la réforme du clergé catholique[7].

- Rémy Collin édifie la cour des Écuries à Fontainebleau (1606-1609)[11].